# Jimmy Darrow
James K. Darrow, detto Jimmy (Akron, 25 settembre 1937 – Akron, 8 giugno 1987), è stato un cestista statunitense, professionista nella NBA e nella ABL.

## Carriera
Dopo la carriera universitaria a Bowling Green, venne selezionato al quinto giro del Draft NBA 1960 dai St. Louis Hawks, con la 38ª scelta assoluta. Giocò 5 partite nella stagione 1961-62, segnando 12 punti.

## Palmarès
- Campione ABL (1962)